# 래리 홈즈
래리 홈즈(Larry Holmes, 1949년 11월 3일~)는 1973년부터 2002년까지 경쟁했으며 1978년부터 1985년까지 세계 헤비급 챔피언이었던 미국의 전직 프로 복서이다. 종종 역대 최고의 헤비급 복서 중 한 명으로 간주된다. 펜실베니아주 이스턴 (펜실베이니아주)에서 자랐으며 이로 인해 "이스턴 암살자"(Easton Assassin)라는 권투 별명이 생겼다.
홈즈의 레프트 잽 (격투기)은 종종 헤비급 복싱 역사상 최고 중 하나로 평가된다. 홈즈는 1978년부터 1983년까지 WBC 헤비급 타이틀을 보유한 것 외에도 1980년부터 1985년까지 더 링 매거진과 직계 헤비급 타이틀을, 1983년부터 1985년까지 첫 번째 |IBF 헤비급 타이틀을 보유했다.
홈즈는 켄 노턴(1978년 WBC 챔피언십에서 패배한 남자), 무하마드 알리, 어니 셰이버스, 마이크 위버, 게리 쿠니, 팀 위더스푼, 칼 윌리엄스, 마비스 프레이저에 대한 승리를 포함하여 첫 48번의 프로 시합에서 우승했다. 홈즈는 1985년에 마이클 스핑크스에게 패하면서 로키 마르시아노의 통산 기록인 49-0에 미치지 못했다. 홈즈는 이듬해 스핑크스와의 재대결에서 패한 후 은퇴했지만 반복적으로 복귀했다. 헤비급 타이틀의 변형을 되찾기 위해 4번의 추가 복귀 시도(1988년 마이크 타이슨, 1992년 이밴더 홀리필드, 1995년 올리버 맥콜, 1997년 브라이언 닐슨)에서 실패했다. 홈즈는 2002년 52세의 나이로 334파운드의 에릭 "버터빈" 에쉬를 상대로 마지막 경기를 치렀고 69승 6패의 기록으로 그의 경력을 마감했으며, 그의 모든 패배는 세계 타이틀전에서 나왔다.
홈즈는 역대 최고의 헤비급 선수 중 한 명으로 자주 선정되며 국제 복싱 명예의 전당과 세계 복싱 명예의 전당에 모두 헌액되었다. 그는 경기 중단으로 무하마드 알리를 꺾은 유일한 복서이자 알리를 꺾은 마지막 살아있는 복서이다.